# Río Ózerija (Vagái)
El río Ózerija (del ruso: Озериха) es un río del óblast de Tiumén, en Rusia. Es un afluente por la derecha del río Balajlei, que lo es río Vagái, que lo es a su vez del río Irtish, y éste a su vez del río Obi, a cuya cuenca hidrográfica pertenece.

## Geografía
Su curso tiene 10 km de longitud. Nace a unos 116 m de altura a 2.5 km al sur de Kalínovka y se dirige hacia el noroeste, pasando por esta localidad, junto a la que forma un pequeño estanque, hasta llegar a Krótovo, donde desemboca a 88 m de altura en el Balajlei, a 82 km de su desembocadura en el río Vagái en Utmarka.